# Свети Марко (Велес)
„Свети Марко“ или Маркова църква е пещерна православна църква, южно от град Велес, Северна Македония, част от Повардарска епархия. Намира се на пътя към Бабуна. Датирана е от втората половина от XIV век. Според едно предание е била посветена на цар Душан или на крал Милутин.